# Walter Kreindl
Walter Kreindl (* 25. September 1927 in Linz; † 10. Februar 2017) war ein österreichischer Maler und Autor. 

## Leben und Wirken
Kreindl lebte und arbeitete in Linz. Er war seit 1953 Mitglied der Berufsvereinigung bildender Künstler Oberösterreichs und seit 1958 des Oberösterreichischen Künstlerbundes. Er war von 1975 bis 1993 Präsident und ist seither Ehrenpräsident dieser Künstlervereinigung. 1990 wurde er in den Kunstbeirat der Stadt Linz berufen.
Kreindl war im Wesentlichen Autodidakt, absolvierte ein Seminar für Aquarellmalerei bei Paul Ikrath, war Gastschüler an der Kunstschule der Stadt Linz und besuchte lithografische Seminare bei Alfred Billy.
Der Künstler gestaltete seine Bilder mit Kohle, Filzstift, Ölfarbe, Pastell und seit 1972 auch Aquarell.
Kreindl präsentierte seine Werke in Einzel- und Gemeinschaftsausstellungen, u. a. im Österreichischen Museum für Volkskunde Wien, im Oberösterreichischen Landesmuseum, im Museum Nordico der Stadt Linz.

## Publikationen
- Austria – Australia. Selbstverlag, Linz 2007, ISBN 978-3-9501803-2-9.
- A propos Kunst. Selbstverlag, Linz 2003, ISBN 3950180311.
- Aquarellist. Veritas, Linz, 1998, ISBN 3705853686
- Glaube und Kosmos. Welsermühl, Wels, 1990, ISBN 3853392105
- Alte Bauernhäuser auf Schweizer Boden. Neptun, Kreuzlingen 1989, ISBN 3858200751.
- Unsere alten Bauernhöfe, Wels, 1982, ISBN 3853391761.

## Auszeichnungen
- Kulturmedaille der Stadt Linz (1985)
- Österreichisches Ehrenkreuz für Wissenschaft und Kunst (2005)
- Goldenes Verdienstzeichen der Republik Österreich (2008)
- Goldenes Verdienstzeichen des Landes Oberösterreich
- Ehrenpräsident des Oberösterreichischen Künstlerbundes (seit 1994)